# أليف الملح

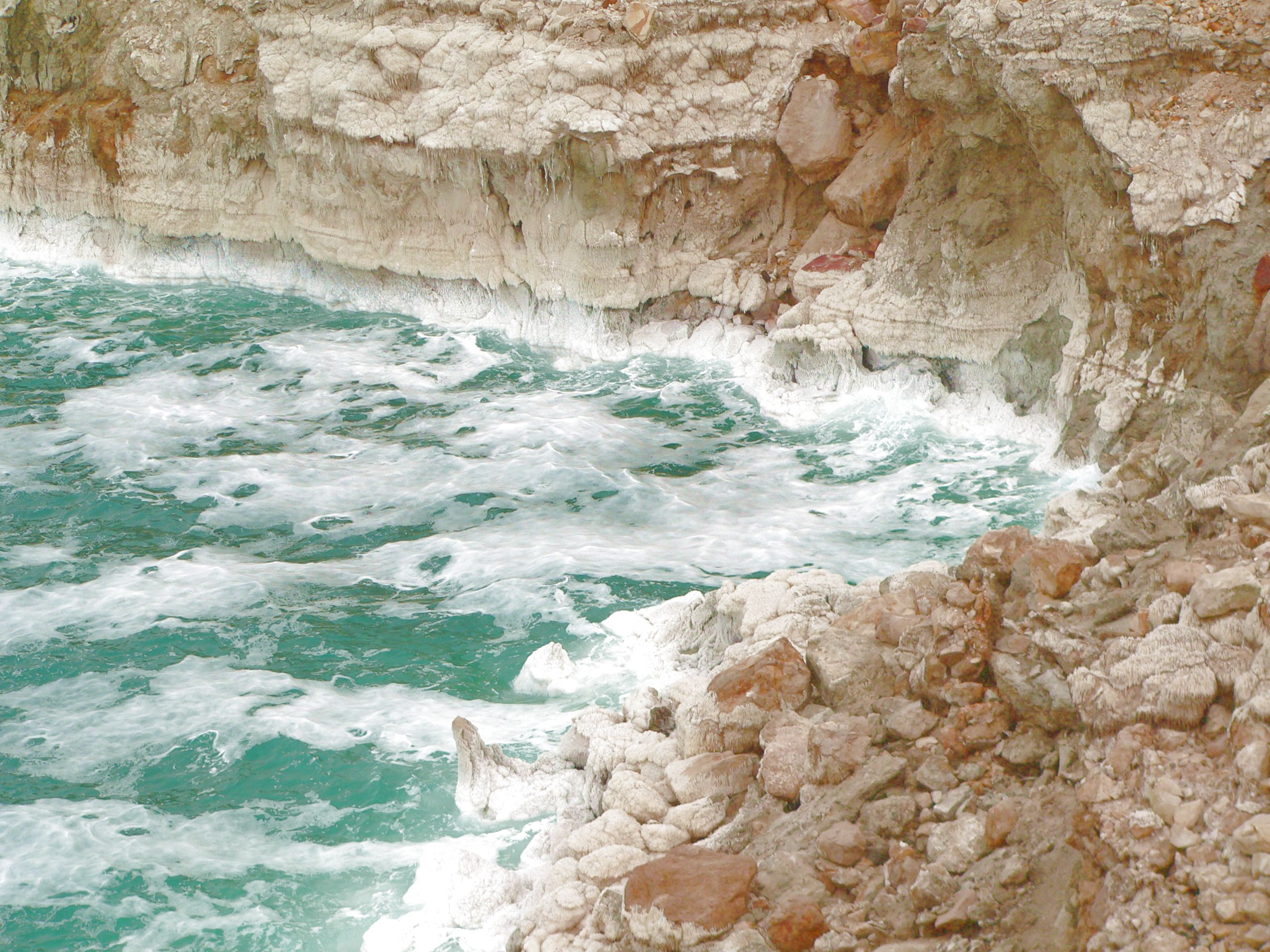

أليف الملح أو مستملِح أو محب الملوحة أو بكتريا محبة للملوحة هي كائنات حية تزدهر في تركيزات ملحية عالية. وهي كائنات حية من نوع المحبات الظروف القاسية. الاسم يأتي من الكلمة الأغريقية «حب-الملح». في حين أن أغلب الهالوفايل مصنفه إلى نطاق البكتيريا القديمة. وهنالك أيضا البكتيريا أليفة الملح وبعض حقيقيات النوى. كالطحالب أو الفطر.
تتواجد الهالوفايلات في أي مكان تركيزه الملحي عالي (اعلى من تركيز ماء البحر بخمس مرات) كما في البحيرة المالحة الكبرى في يوتا أو في بحيرة أوينز الواقعة في كاليفورنيا، البحر الميت.

## التصنيف
تصنف الهالوفايلات بالضعيف، المعتدل، القوي، بدرجة تعايشهم الملحي، الهالوفايلات تفضل 0.3 إلى 0.8 M ، المعتدل 0.8 إلى 3.4 M القوي 3.4 إلى 5.1 M ، (ماء البحر هو 0.6M). الهالوفايلات تحتاج إلى كلوريد الصوديوم (الملح) لتنمو وعلى النقيض من مخلوقات التعايش الملحي التي لاتتطلب ملح ولكن تنمو تحت ظروف ملحية.

## اقرأ أيضاً
- هالوسين